# Mullingar

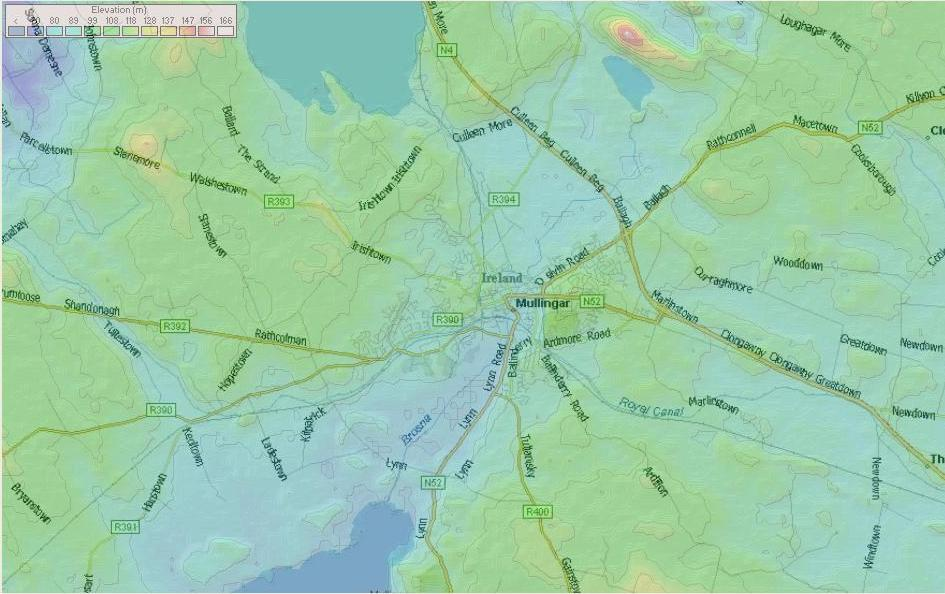
Mullingar et sa banlieue

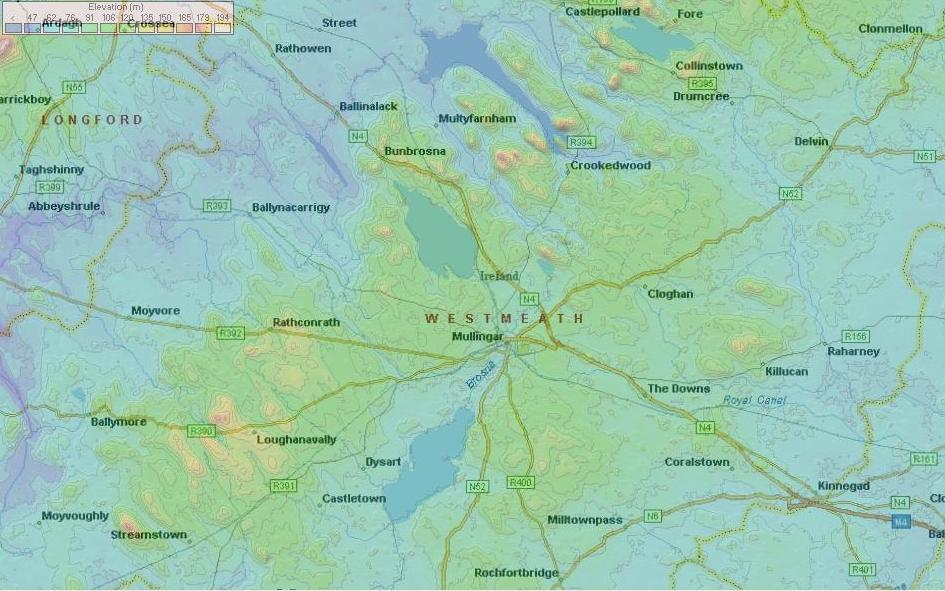
Mullingar et son bassin rural

Mullingar (en  irlandais an Muileann gCearr) est une ville du centre de l'Irlande, à 80 kilomètres de Dublin. Elle est le centre administratif du comté de Westmeath en Irlande et est le siège du diocèse catholique de Meath. La ville comptait 20 928 habitants au recensement de 2016, ce qui en fait la deuxième ville du  comté de Westmeath. La ville dispose de services tels que des bibliothèques, des écoles secondaires, des gymnases, des centres artistiques, une gare ou encore le stade de la GAA : le Cusack-park.
Parmi les monuments, on compte le monastère d'Augustine dont la confrérie a disparu, le mur de la Jalousie (Jealousy Wall), long de 55 m, la plus grande fausse ruine d'Irlande, sur les terres de Belvedere House. Voir aussi  Abbaye de Fore (Fore Abbey).
Renommée pour le bétail de ses marchés, la ville est couverte par deux journaux : le Westmeath Topic, et le Westmeath Examiner, ce dernier est le journal ayant le plus grand tirage dans le comté de Westmeath au second semestre 2006.

## Histoire
La ville de Mullingar est mentionnée pour la première fois dans un manuscrit du XIIe siècle nommé La Vie de Saint Colman, de Lynn, qui est conservé à la Bibliothèque de Rennes Métropole en France.
Elle a été fondée vers 1186 par Guillaume Petit, un baron normand, qui y avait construit un château surplombant la rivière Brosna où les bâtiments du comté sont maintenant situés.
L’écrivain, James Joyce a visité la ville en 1900 et a enregistré ses impressions sur Mullingar dans ses romans, Stephan Hero « héros de Stephen », et « Ulysse ». Auparavant, Jonathan Swift avait fait de même près de Lough Ennell.
Pendant la Première Guerre mondiale, plusieurs hommes de Mullingar ont servi dans les forces armées et beaucoup d'hommes ont été tués ou blessés à Verdun et ailleurs en France.
De 1916-1921, beaucoup d'habitants de Mullingar, ville en grande partie nationaliste, ont participé à la lutte pour l'autonomie irlandaise. Parmi ces gens, Sean McEoin, qui a été blessé par balle en essayant d'échapper à une arrestation près de la gare de Mullingar en 1921.

### Mullingar aujourd'hui
Les chanteurs Joe Dolan et les frères  Swarbrigg, ainsi que Michael O'Leary de Ryanair vivent depuis peu à Mullingar. Niall Horan du boys-band One Direction y est né . Les alentours sont également célèbres pour leurs lacs : Lough Owel, Lough Ennell, Lough Lene et Lough Derravaragh qui attirent les pêcheurs à la ligne, les véliplanchistes et randonneurs.
Les lacs Lough Derravaragh et Lough Lene sont les plus connus pour leur lien avec la légende irlandaise des enfants du roi Lir. Après avoir été transformés en cygnes, les enfants du roi Lir passèrent trois cents ans sur le Lough Derravaragh au cours de leurs tragiques péripéties.
Récemment, les articles d'étain de l'usine de Mullingar Pewter située près de la ville sont devenus l'une des exportations principales de Mullingar. Des sculptures de petite taille, les « pèlerins », trônant dans les vitrines des différentes boutiques d’Austin Friers street sont également mondialement connues.

## Culture
Mullingar a accueilli le Fleadh Cheoil en 1951 (création) et en 1963. Elle l’accueillera de nouveau en 2023.

## Sports

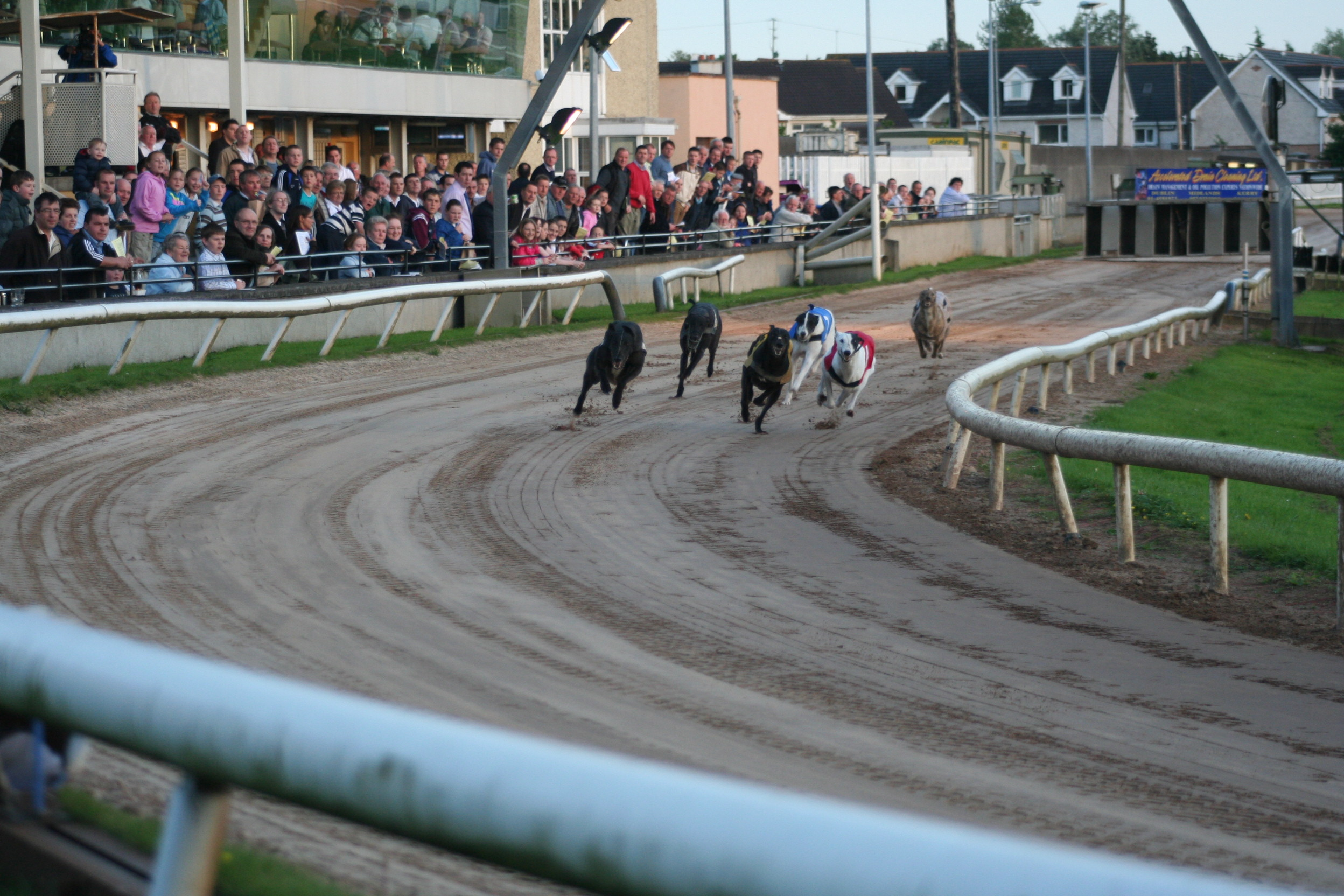
Les lévriers Mullingar

La ville est  proche du célèbre Mont du Temple Golf Club et constitue ainsi une destination très renommée pour les amateurs de ce sport. Le football y est très populaire (Football Club Oliver Plunkett) ainsi que le rugby (Mullingar Rugby Club). Le hurling est également très développé (l'équipe du comté a remporté en 2004, pour la première fois de son histoire, la prestigieuse finale Leinster).
Des courses des  lévriers sont programmées le vendredi à 20:00.

## Personnalités liées à la ville
- Henry Abbott, juriste et homme politique ;
- Joe Dolan, chanteur ;
- John Joe Nevin, boxeur;
- Niall Horan, auteur-compositeur-interprète et ex membre de One Direction.
- James Joseph Carbery, évêque catholique
- Emmet Cahill, chanteur ;

## Galerie

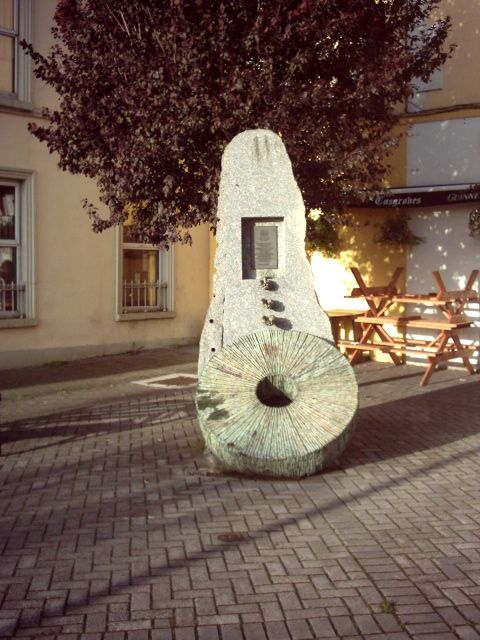
La Famine Memorial Fountain et meule de pierre rappelant le nom de la ville
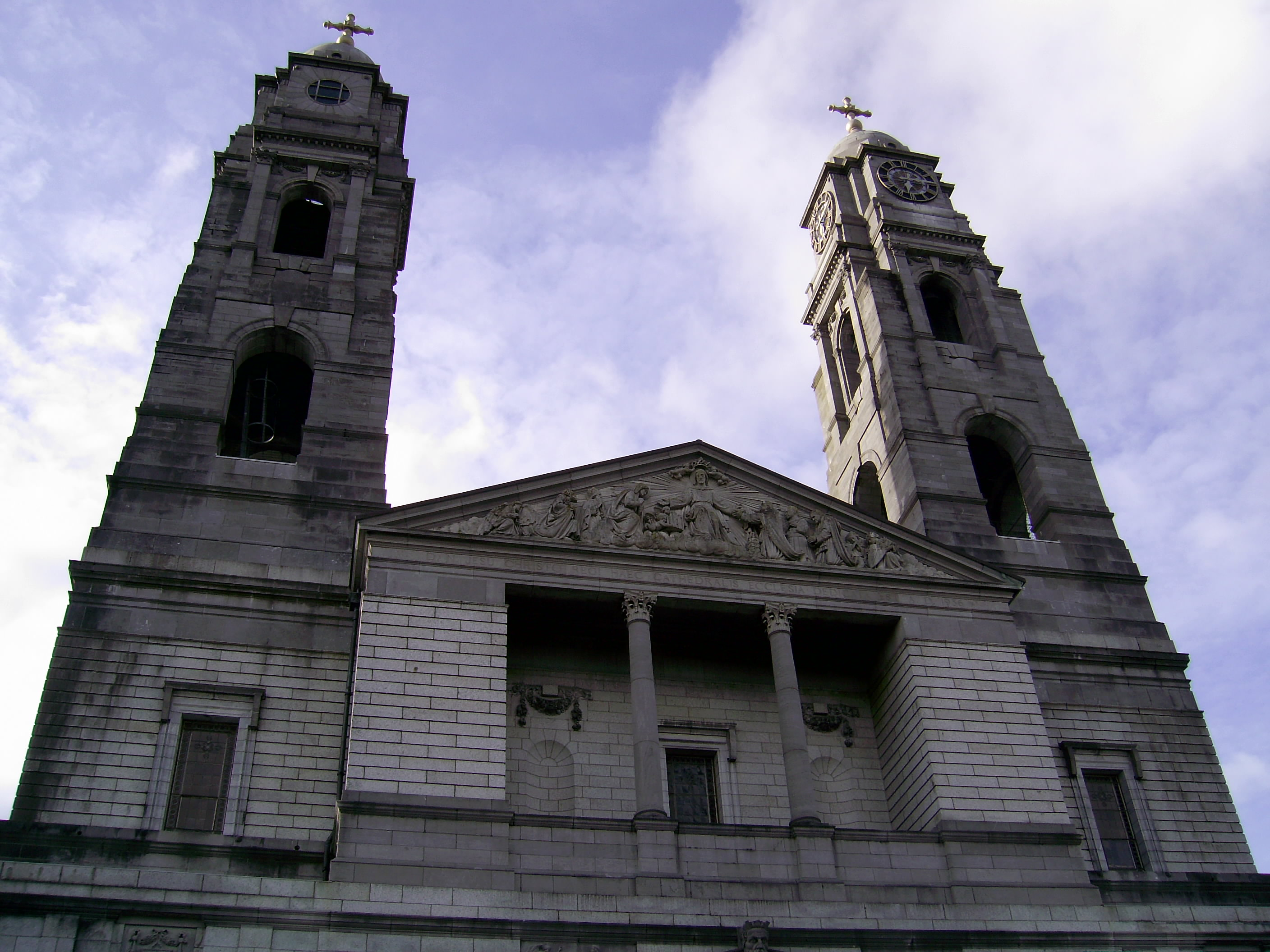
Les tours du Christ Roi
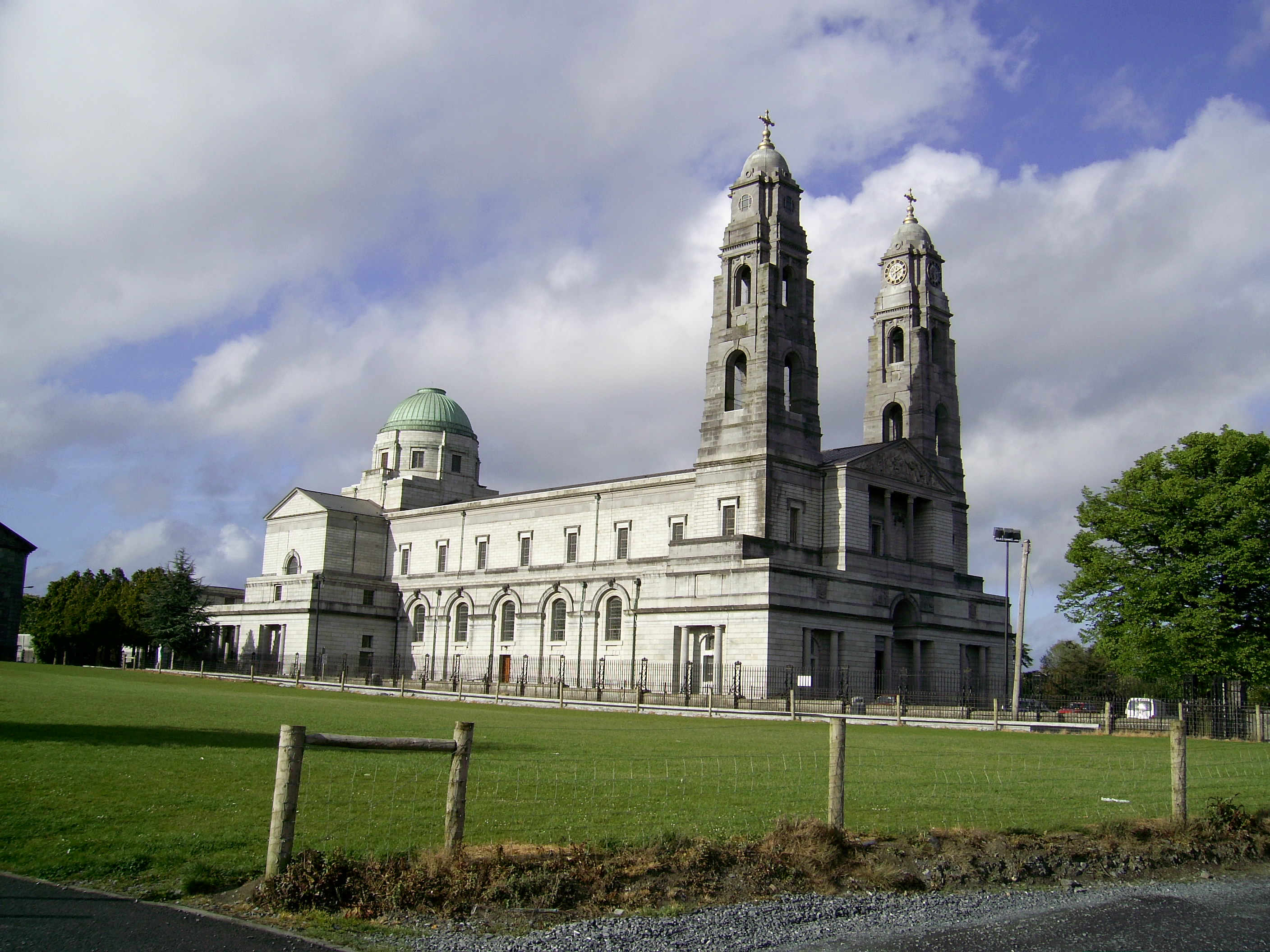
La cathédrale de Christ Roi
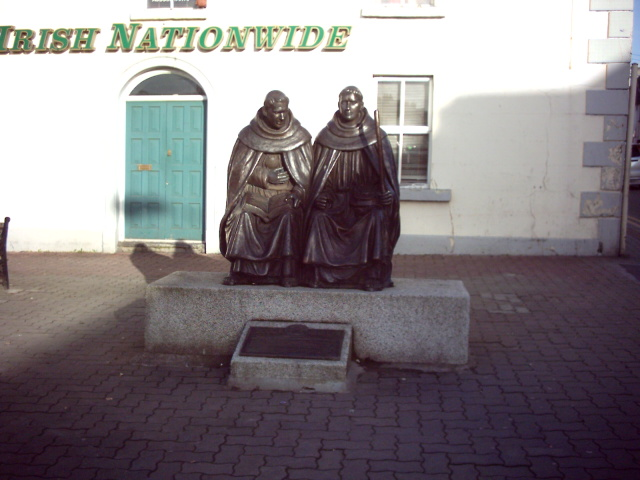
Statue commémorative des Augustins (The Austin Friars)
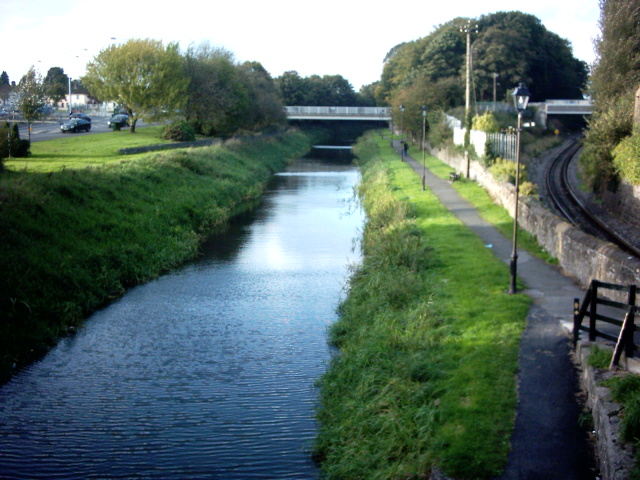
Le canal royal
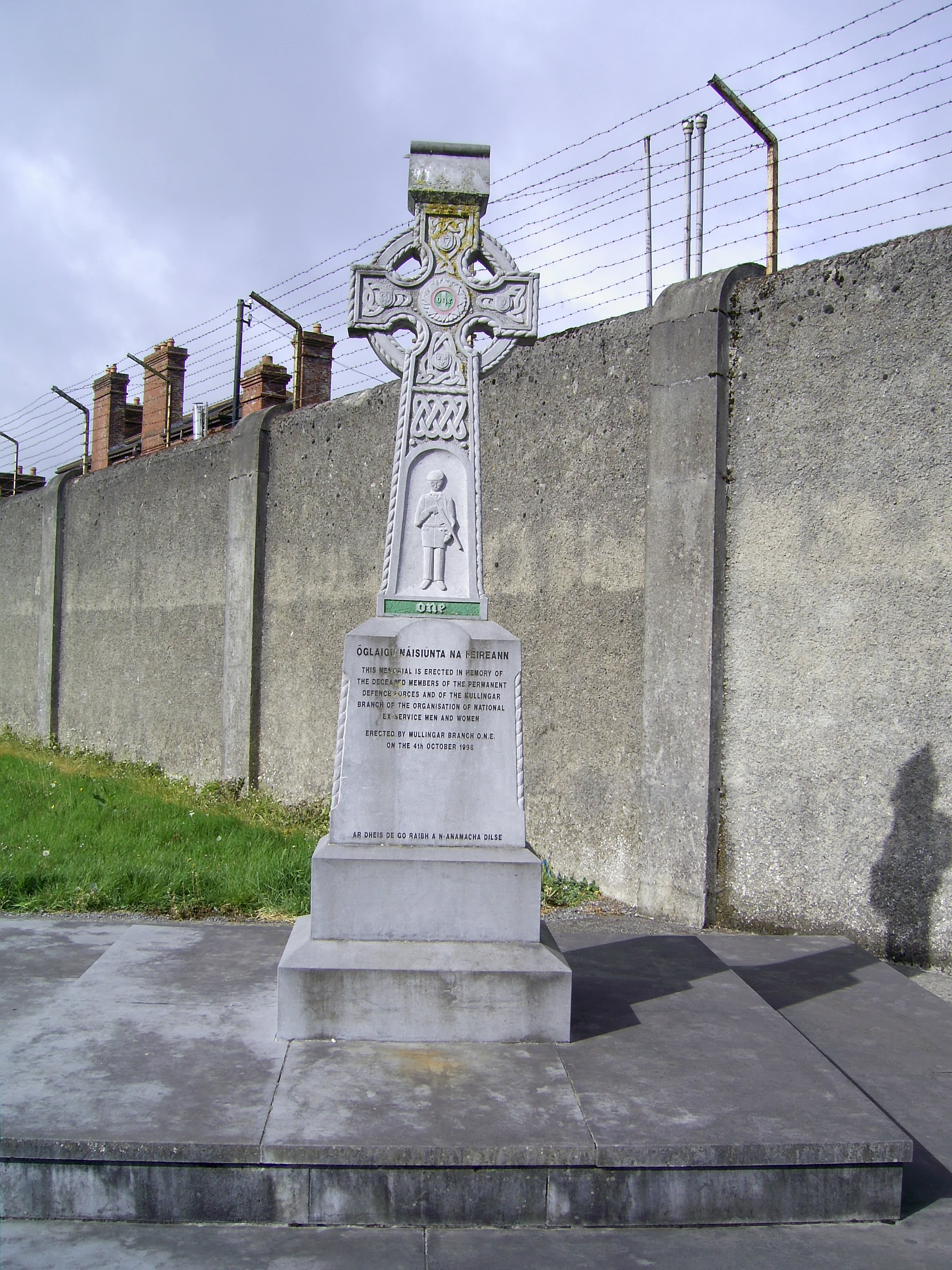
La Croix celte de la caserne militaire Columb
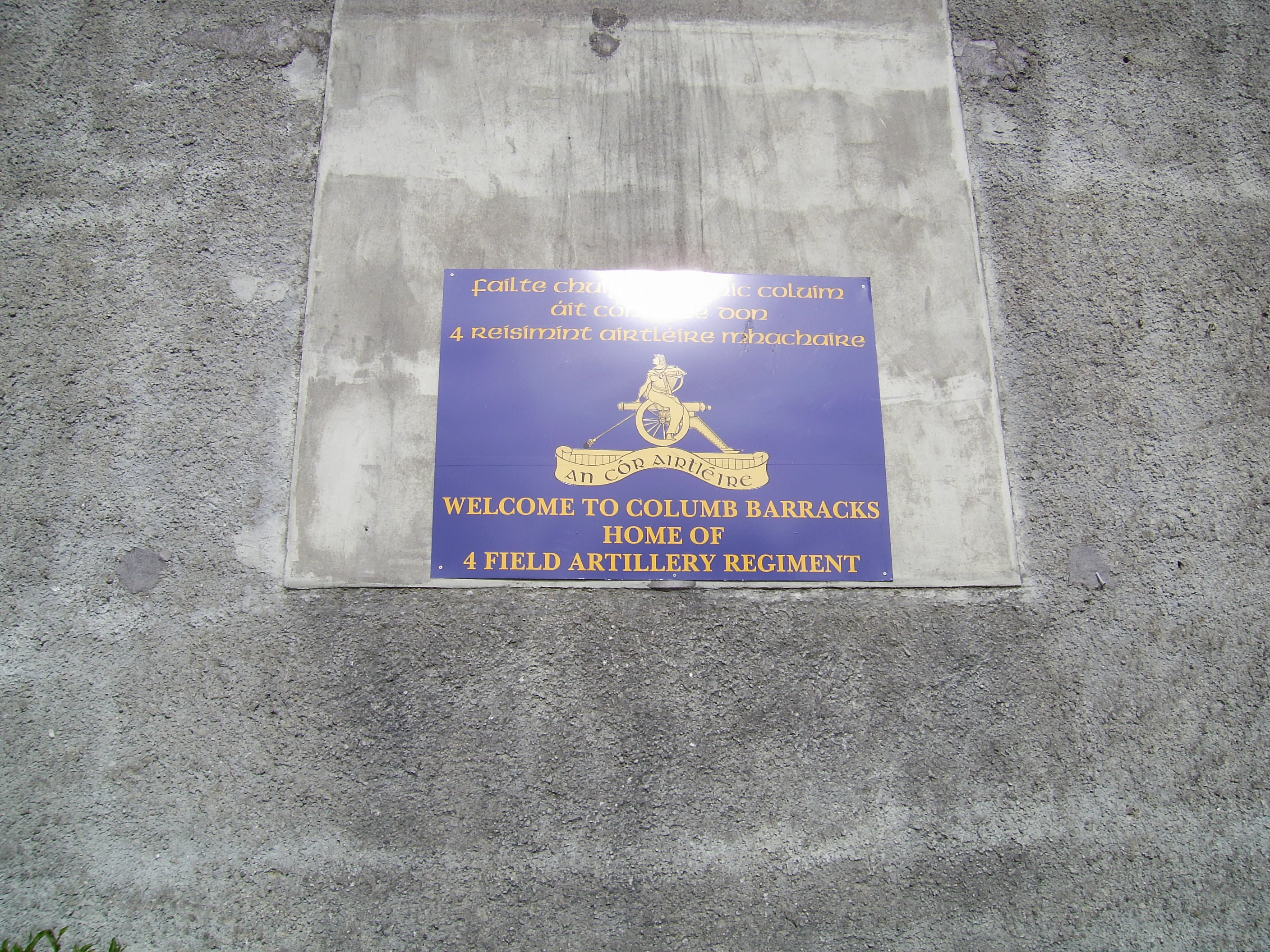
La plaque de la caserne Columb
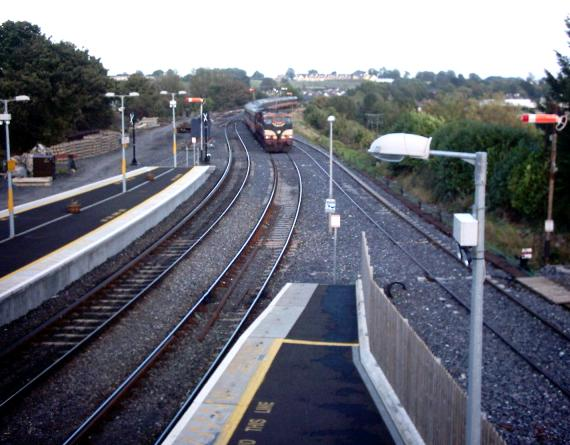
Le train de Dublin à Mullingar
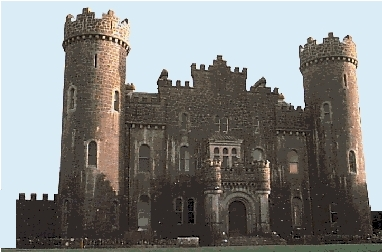
Château de Lacey, Delvin
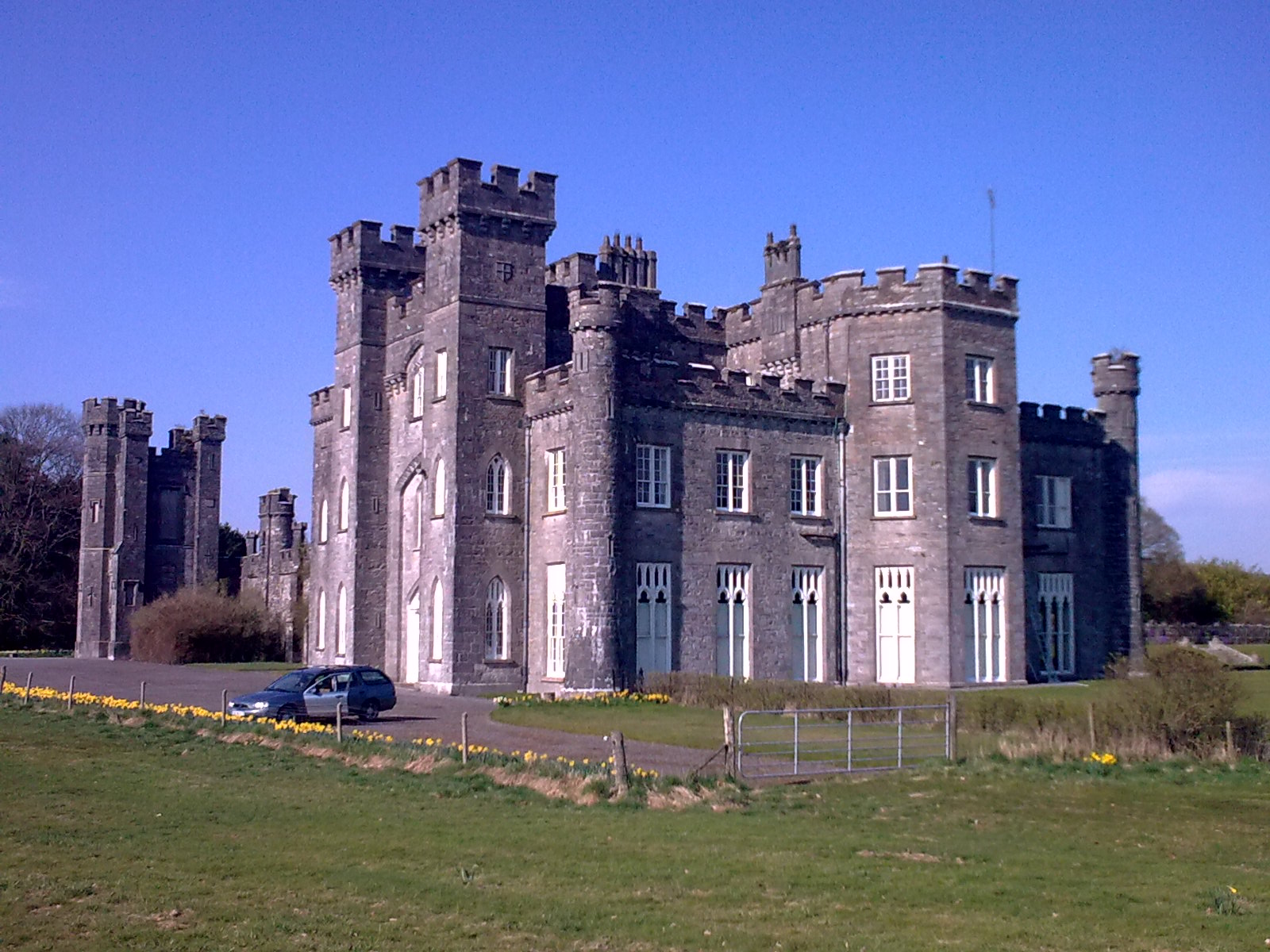
Château de Knockdrin